# Объединённый (Ростовская область)
Объединённый — хутор в Егорлыкском районе Ростовской области.
Административный центр Объединённого сельского поселения.

## Население
| 1989 | 2002  | 2010  |
| ---- | ----- | ----- |
| 765  | ↗1130 | ↘1068 |

## Улицы
| - ул. Виноградная, - ул. Заречная, - ул. Зелёная, - ул. Мира, | - ул. Молодёжная, - ул. Первомайская, - ул. Школьная, - ул. Шмидта. |